# 7818 Muirhead
7818 Muirhead este un asteroid care intersectează orbita planetei Marte.

## Descriere
7818 Muirhead este un asteroid care intersectează orbita planetei Marte. Asteroidul prezintă o orbită caracterizată de o semiaxă mare de 2,34 ua, o excentricitate de 0,35 și o înclinație de 21,8° în raport cu ecliptica.